# 翁曉玲
翁曉玲（1969年1月18日—），中華民國政治人物、法律學者。現任中國國民黨不分區立法委員（第11屆）、中國國民黨立法院黨團副書記長，曾任國立清華大學副教授、國家通訊傳播委員會委員。其政治立場為中華民國立場的統派，擁有強烈的中國人認同。

## 早年及背景
翁曉玲出生于高雄縣鳳山市黃埔七村（陸軍官校教職官舍），她從小在眷村長大。
其祖父翁鐘賜於台灣日治時期生於台灣臺南州東石郡（今嘉義縣東石鄉），出身地方望族。畢業於日本慶應大學經濟學系，在日本求學期間曾加入東京台灣青年會，響應台灣文化協會的活動。因為大萧条造成日本商品在東南亞銷路不佳，台灣總督府在此時推動台灣人至南洋經商，以打開日本貨通路。翁鐘賜在大學畢業後，進入日本加藤合名會社，1929年至印尼爪哇泗水經商，在加藤合名會社泗水出張所工作，擔任經理，從事日本布匹與雜貨銷售，與當地華裔女子劉春娘結婚，生下翁啟雄、翁啟元、翁啟民三子。在太平洋戰爭爆發後，荷屬東印度政府凍結日本商社資產，日本政府派遣千穗丸撤僑，翁鐘賜一家乘船回到台灣。
在第二次世界大戰結束後，中華民國政府接管台灣。其父翁啟雄在嘉義中學畢業後，考取中華民國陸軍官校第29期，成為中華民國陸軍軍人，曾任教於陸軍官校、中正理工學院及擔任國立勤益科技大學校長，母為外省人。
翁曉玲畢業於國立中興大學法商學院（今國立臺北大學）法律學系，並取得慕尼黑大学法學碩士和博士學位。曾於國防大學、國立中興大學任教，2005年進入國立清華大學，由通識教育中心主聘，科技法律研究所合聘。

## 從政

### NCC委員
2008年，獲行政院提名擔任國家通訊傳播委員會委員，經立法院同意於8月1日上任，2012年7月31日卸任。

### 立法委員
2023年獲得中國國民黨提名不分區立法委員，翌年1月當選，2月1日宣誓就職。

## 事件與言論

### 立院爭論

#### 上對下說
2024年2月，翁曉玲初任立委未滿一個月，即倡議立法院對行政官員具任免權。3月1日，翁曉玲在立法院進行質詢時，針對時任行政院院長陳建仁時說出「質詢是上對下」等言論，備詢的陳建仁一度反駁、叫停，陳更要求時任立法院院長韓國瑜對此回應。事後，翁透過個人社群媒體再次強調，其認為民意代表質詢公僕是上下監督關係。憲法上「立委質詢官員」的制度，是「立委問，行政院答」，行政院只能在立委要求回答的範圍內回答，而不是雙方「平等辯論」，這才叫做「行政院向立法院負責」，她的言論及主張引起各界廣泛討論。

#### 提議裁編NCC
2024年4月3日，翁曉玲提案將國家通訊傳播委員會委員法定7名縮減為5名，並改由行政院提名2位、立法院提名3位，違反2006年《司法院釋字第613號解釋》。

#### 立院擴權
2024年5月，翁曉玲與國民黨、民眾黨立委共同提出《立法院職權行使法》、《刑法》等國國會改革法案，導致反立法院擴權運動的發生。該等法案於同年6月24日通過，大部分條文遭憲法法庭判決違憲，翁曉玲稱拒絕遵守判決。

#### 指責民進黨冗長辯論
2024年6月13日，翁曉玲在立法院司法及法制委員會會議上，針對國民黨提出的警察人員人事條例修正草案與民進黨立委發生激烈爭執。翁曉玲在會議中指責民進黨進行無意義的討論，並稱「國民黨已經包容你們太久」。她發言說：「我就是比你們大！怎麼樣！你們就是沒有知識！」，並辱罵民進黨立院黨團幹事長吳思瑤為「神經病」，引起媒體關注。事件翌日，翁表示自己沒有罵誰神經病，昨天現場混亂，但她沒有說什麼，自己也沒有情緒激動，國民黨開會都是理性且實質討論。

#### 提議大法官審議人數法定
2024年11月16日，翁曉玲提案修正《憲法訴訟法》將司法院大法官審議人數之「現有總額」改為「法定總額 （15人）」、提高裁決人數「須達法定總額三分之二」，引發合議制憲法法庭「大法官議事判決人數不足」、「判決由少數決定」等運作失能疑虞，導致台北律師公會、全國律師聯合會、七個地方律師公會發表聲明警示，繼而多位律師連署號召群眾集會遊行守護憲法，並促使民間司法改革基金會、公民監督國會聯盟等18個民間團體接續號召人民另於11月22日在立法院群賢樓旁舉行「守護憲法晚會」，以及11月28日「號召青鳥重返立院」集會，呼籲國民黨與民眾黨立委切勿於強硬通過癱瘓憲法法庭之《憲法訴訟法》與剝奪公民罷免權之《選舉罷免法》修正草案。

#### 主張修改總統選制
翁曉玲提出避免出現「少數總統」的「總統二輪投票制」，主張修正現行《總統副總統選舉罷免法》的「一輪投票，相對多數當選」制，總統副總統當選人的得票率改成必須過半，避免出現「少數總統」。《中華民國憲法增修條文》第二條第一項明定：「……總統、副總統候選人應聯名登記，在選票上同列一組圈選，以得票最多之一組為當選。……」對此，曾任司法院大法官並為副院長蘇永欽亦表態支持二輪並表示，重點是放在總統與副總統的「同列一組」，至於誰是得票「最多」的一組，當然可以容許由法律確定採一輪或二輪投票。蘇永欽批評主張二輪投票違憲者，「用這樣不經大腦的意見阻擋這樣重大的民主改革，是不是太廉價了?」

#### 要求戰時糧食配送圖
2025年3月26日，翁曉玲在質詢農業部長陳駿季時，強烈要求農業部提供並公開屬於機密資訊的「戰時糧食配送站地圖」，因其過去言行，被質疑是在替中國刺探關鍵基礎設施的軍事機密。
翁曉玲隔日以臺南市政府公開的糧食配售站地圖為例，主張這並非機密資訊，同日臺南市政府及民進黨籍立委王定宇反駁翁曉玲刻意混淆屬於民生配售「防災民生物資的配給配售站」與「戰時糧食配送站」，前者是「民生必需品短缺時期配給配售辦法」規定的法定公開資訊，後者則是農業部農糧署公糧的配送存放地點以及存量，質疑其說法與動機。

### 兩岸論述

#### 訪問中國大陸
2024年4月26日，國民黨立院黨團總召傅崐萁率翁曉玲及其他16名國民黨立委赴中國大陸，與中國共產黨中央政治局常委、全國政協主席王滬寧和國台辦主任宋濤會面，返台後翁指責民進黨政府有平等對待大陸嗎？表示雙方達成幾點共識：
1. 開放福建居民至馬祖旅遊
2. 待平潭至台灣客海上客船直航復航後，即恢復福建居民經海空途徑到台灣的團體旅遊
3. 開放台灣的農漁產品在符合陸方檢疫要求下可輸入大陸
4. 雙方均表兩岸和平的重要。

此外還有開放大陸民眾換發入台證，以及呼籲台方儘快全面恢復兩岸直航，特別是恢復天津、西安、昆明、貴陽等30個城市。

#### 重倡反攻大陸政策
2024年6月17日，翁曉玲於立法院外交及國防委員會質詢國防部長顧立雄，出示1912年包括外蒙古、海參崴與庫頁島的中華民國「秋海棠」地圖問：賴清德說「中華民國在哪裡，黃埔精神就在哪裡」？顧回應：中華民國已經在台澎金馬落地生根。黃埔創建時是中華民國，並沒有中華人民共和國。中華民國有效統治範圍就在台澎金馬。現在並沒有採取反攻大陸政策。翁以憲法質問：你不採取反攻大陸政策？還是我們全中華民國國民不採取？這是你個人的意見。大陸地區就是中華民國領土。翁追問：賴清德說「兩岸互不隸屬」是承認中共？顧答：中共是事實存在，這無庸置疑。翁稱：我們不管其他國家怎麼承認。若承認中華人民共和國，那中華人民共和國的領土範圍包含台灣，賴清德身為中華民國總統，這樣的發言就是矮化台灣、拋棄中華民國的領土，給中華人民共和國合理收復台灣的理由，賴清德才是中華民國賣國賊，承認中華人民共和國就是對中華民國很大的傷害。民進黨立委林俊憲表示：秋海棠地圖爭議根本不在兩岸議題內，而是會引發所有沿線國家的領土爭端。翁曉玲的說法豈止是反攻大陸，根本是和邊境十幾個國家宣戰，是慈禧再世。

#### 認同中國身分
2024年8月4日中華台北選手王齊麟、李洋在奧運羽球男雙金牌戰對戰中國王昶、梁偉鏗，台灣男雙奪得金牌。翁委員在Facebook以台灣之光慶祝奪金，在微信以中國人的驕傲祝賀，三立記者致電詢問求證時，翁委員：「在微信的是啊！台灣之光，中國人的驕傲，這個沒有錯啊！」翁還說出不會刪文，我們本來就是中國人，引得群眾討論。
2024年8月8日，翁曉玲在中廣新聞網接受王淺秋專訪，自己承認是中國人，她指的中國是中華民國，不承認大陸政權。
2024年12月11日，國民黨立委翁曉玲審查大法官人事同意權案時質詢大法官人選陳運財：「大陸人是外國人嗎？還是中華民國國民？」陳運財表示大陸人應該沒有中華民國國籍，翁曉玲則以國籍法之血統主義質疑陳運財之陳述。民進黨立委蘇巧慧查閱資料發現，翁曉玲丈夫陳春生曾就《釋字第710號解釋》發表不同意見書，認為中國大陸居民既非中華民國國民、亦非外國人。

#### 提刪「吳斯懷條款」
2024年11月12日，翁曉玲提案刪除《臺灣地區與大陸地區人民關係條例》9-3條，退將赴中參與慶典或活動時，有妨害國家尊嚴、向象徵大陸地區政權之旗、徽、歌等行禮、唱頌或其他類似之行為處罰（俗稱「吳斯懷條款」；提案連署人：國民黨立委傅崐萁、林思銘、陳永康、葉元之、羅智強），引起社會關注，翁曉玲堅決表示不會撤案，於11月18日遭台灣基進告發違反《國安法》。
違反該法嚴重者可能終止領退休俸，翁曉玲表示有違憲之虞，提議刪除，引起當初提出該修正案的王定宇批評。

### 指控曹興誠未依約捐款給清大
1996年5月6日，《聯合報》報導了在前晚的清華之友晚宴上，曹興誠以聯華電子和清華一項合作為名，正式簽約捐款1500萬。矢板明夫在《星洲網》上找到一篇2011年5月20日由聯合報前總編輯張作錦於2011年5月的投書，內文陳述他應邀參加1996年5月5日晚宴，見證了曹興誠捐款。清華大學財務規劃室主任許明德2014年在《清華大學校友通訊》撰文提及：「曹興誠也捐了一千五百萬。」
2025年2月24日，翁曉玲公開指控曹興誠未依照與國立清華大學前校長沈君山的約定捐款1500萬給清大。曹興誠回應稱以支票交付捐款給沈君山，未指定捐給清大，沈校長可能拿去做其他公益用途，自己沒有過問。翁曉玲認為曹興誠影射沈君山貪污這筆1500萬捐款，要求清華大學譴責。
翌（25）日，清大再次回應確實未收到曹興誠捐款，對於1996年5月6日《聯合報》報導和張作錦曾提及用於「顏晃徹通俗科學講座」，清大回應校內僅有「顏晃徹紀念講座」，僅使用顏晃徹遺產成立的基金，校方私下向中央社記者表示此教育界的「美談」至今還未有這筆捐款的詳細紀錄。前任校長陳力俊曾在2011年公開表示已收到曾興誠捐款，而今向《中國時報》表示他當時未查證，不能當作證明；幾年前學校邀曹去演講時就查證過曹未捐款，並非這次風波才查證。
聯電前總經理表示當年捐款的是聯電，而非曹興誠個人。對此，清大校方在2月27日表示不再回應。
曹興誠在3月2日表示，當年和沈君山的約定是請聯電董事會捐款，而非以個人名義捐款，聯電依約捐款後，與清大保持良好關係，並批評翁曉玲造謠、誹謗，是典型的中共鬥爭手法，與清大合謀統戰。
根據沈君山在2003年口述，清大確實收到了1500萬的捐款。

### 質詢時要求NCC停播遭檢舉之二節目
2025年3月27日，於立法院交通委員會質詢國家通訊傳播委員會代理主委及電臺與內容事務處長時，表示《雅琴看世界》及《基隆市長罷免案開票特別報導》遭申訴分別308次及32次，要求國家通訊傳播委員會應暫停播出。

### 刪除中國人繼承臺灣人遺產門檻
林沛祥曾經和翁曉玲共同提案刪除中國人繼承臺灣人遺產門檻，民進黨立委林楚茵批評，中國經濟持續下行，加上中國戶籍制度不完善，若刪除門檻，或會讓敵對勢力資本透過遺產繼承進入臺灣，進一步增加中國對臺灣掌控力，對臺灣造成威脅。

## 個人生活
翁曉玲的先生是法律學者陳春生，曾任司法院大法官、國立臺北大學副校長、法律學院院長等職。
據指出，翁曉玲與其夫、大法官陳春生向監察院申報的個人財產，包括持有電子股如台積電（超過10張）、鴻海（兩人共32張）等，市值16,677,000元，此外金融股也有近5,000,000元市值持股。不動產方面，價格最高者為板橋區7,000,000元建物。

## 選舉紀錄
| 年度 | 選舉屆數             | 選舉區                                 | 所屬政黨   | 得票數    | 得票率 | 當選標記 | 備註 |
| ---- | -------------------- | -------------------------------------- | ---------- | --------- | ------ | -------- | ---- |
| 2024 | 第十一屆立法委員選舉 | 全國不分區及僑居國外國民立法委員選舉區 | 中國國民黨 | 4,764,576 | 34.58% |          |      |

## 外部連結
- 翁曉玲的Facebook專頁
- 翁曉玲的Instagram帳戶
- 翁曉玲的Threads帳號